# Горна махала
 Тази статия е за селото в България.  За селото в Северна Македония вижте Горна махала (община Валандово).  
Горна махала е село в Южна България. То се намира в община Калояново, област Пловдив.

## История
Годината на основаването на селото не се помни и не е документирана, но определено е по време на османската власт. Според местното предание селото е основано от бегълци от низината, спасяващи се от погромите на кърджалии и даалии. Това дава основание да се предположи, че става дума за 17-и-18 век. Награбили покъщнина и всичко преносимо, българите се втурнали за спасение към Средна гора. По-голямата част останала на равното – и там сега е село Долна махала. Другите, по-непримиримите, продължили още 3-4 километра нагоре и основали Горна махала в самите поли на Средна гора. За да си осигурят защита, вдигнали високи дувари около новите си къщи, които са типични за селото.
При избухването на Балканската война един човек от Горна махала е доброволец в Македоно-одринското опълчение.

## Културни и природни забележителности
В началото на селото, до гарата, се намира паметник на Матю Минков Иванов - делегат на събранието в Оборище през 1876 година. Паметна плоча в негова чест се намира и отдясно до входа на кметството.
Горна махала няма много забележителности. Над селото е местността Воден камък, наречена така заради една скала, върху която сълзи изворче. Там има и едноименна хижа. По черния път от Горна махала към Воден камък може да се стигне и до Хисаря.
Селото е дало много жертви в Балканската, Междусъюзническата и Първата световна война. За тях напомня войнишки паметник. Друг паметник е на участниците в съпротивата. В селото е имал явки легендарният Леваневски.
От Горна махала е Дража Вълчева, бивш първи секретар на ОК на БКП, министър на просветата и член на политбюро по времето на Тодор Живков. Неин зет е депутатът от „Коалиция за България“ Захари Георгиев, който поддържа фамилната къща.

## Редовни събития
Всяка година в края на месец септември в селото се провежда голям събор с участието на оркестри и танцови състави от цялата страна.

## Личности
- Матю Минков, делегат на Оборищенско събрание
- Христо Лилков (1896 – 1971), български военен деец, генерал-майор
- Дража Вълчева (1930 – 2016) – политик от БКП

## Други
В Горна махала има Дом за възрастни лица с деменция, където са заети няколко жени от селото. Освен него, селото има поща, жп спирка по линията за Карлово, кметство и домашен социален патронаж, който обслужва община Калояново. В селото няма друг поминък освен земеделието. Има една кръчма. Още и земеделска кооперация, която постоянно е на ръба на заличаването. Земите се гледат от външни арендатори.